# ハンガリー科学アカデミー言語学研究所
ハンガリー科学院言語学研究所（Magyar Tudományos Akadémia Nyelvtudományi Intézete）はハンガリー科学アカデミーに属する部局。1949年に設立。理論言語学、応用言語学ハンガリー語、ウラル語研究、辞書の編纂、コーパスの作成、質問の問い合わせ、エトヴェシュ・ロラーンド大学の言語学科修士・博士課程の共助など言語に関する職務を行う。